# Marlene Rahn
Marlene Rahn (* 17. Januar 1943 in Elmshorn) ist eine deutsche Schauspielerin.
Sie wurde in Hamburg als Theaterdarstellerin ausgebildet und trat in verschiedenen klassischen Theaterstücken auf, darunter als „Margarete“ in Goethes „Faust“.
1960 trat sie am Stadttheater Baden-Baden in der Dreimannkomödie „Ehekarrussel“ (The-Marriage-Go-Round) von Leslie Stevens neben Albrecht Schoenhals und Anneliese Born auf.
Danach wirkte sie in verschiedenen Film- und Fernsehproduktionen mit. 1963 verkörperte sie in der Komödienverfilmung Charleys Tante eines der beiden Mädchen, die von der falschen Tante (Peter Alexander) als Anstandsdame beaufsichtigt werden sollen.
Nach einem längeren Aufenthalt im Ausland kehrte sie nach Deutschland zurück und hatte ihren ersten Auftritt im erotischen Genre 1970 in Ernst Hofbauers Prostitution heute. Danach stand sie in mehreren zu Beginn der 1970er Jahre beliebten Erotikkomödien vor der Kamera, unter anderem 1971 in Rolf Thieles Der scharfe Heinrich als liebeslustige Partyqueen.

## Filmografie
- 1961: Kalamitäten
- 1961: Heute gehn wir bummeln
- 1961: Deutschland – deine Sternchen
- 1962: Marke Lohengrin
- 1962: Der Pastor mit der Jazztrompete
- 1963: Charleys Tante
- 1963: Hafenpolizei (Fernsehserie): Folge: Die Party
- 1964: Frühstück mit dem Tod
- 1964: Sicher ist sicher
- 1964: Die große Kür
- 1965: Das Mädel aus dem Böhmerwald
- 1965: Tatort
- 1966: Die Firma Hesselbach: Folge: …und der Film
- 1966: Intercontinental Express: Folge: Kurswagen nach Zürich
- 1967: An einem Wochenende
- 1970: Polizeifunk ruft – Abschiedsabend
- 1970: Prostitution heute
- 1970: Meine Frau erfährt kein Wort
- 1970: Abra Makabra
- 1971: Der scharfe Heinrich
- 1971: Der neue heiße Report: Was Männer nicht für möglich halten
- 1972: Novelle galeotte d’amore
- 1972: Zum zweiten Frühstück: Heiße Liebe
- 1972: Mädchen, die nach München kommen
- 1973: Schlüsselloch-Report
- 1973: Frühreifen-Report
- 1975: Zwei Rebläuse auf dem Weg zur Loreley